# Ленинский (Минераловодский район)
Ле́нинский (также Ле́нинское) — посёлок в Минераловодском городском округе Ставропольского края.

## География
Расстояние до краевого центра: 171 км. Расстояние до районного центра: 5,5 км.

## История
Основан в 1923 году:10. 
До 2015 года посёлок входил в упразднённый Ленинский сельсовет. 
В июне 2016 года был подтоплен из-за ливней.

## Население
| 1926 | 1989  | 2002  | 2010  | 2014  | 2021  |
| ---- | ----- | ----- | ----- | ----- | ----- |
| 164  | ↗1133 | ↗1587 | ↗1744 | ↗1900 | ↘1616 |

По данным переписи 2002 года, 75 % населения — русские.

## Образование
- Основная общеобразовательная школа № 12[12].

## Люди, связанные с посёлком
- Феодосий Кавказский. В 1995 году иеросхимонах Феодосий был признан Епархиальным советом в лике местночтимых святых и мощи отца Феодосия перенесли из поселкового кладбища в местную церковь. 8 августа 1998 года на юбилейные торжества, посвященные 50-летию преставления преподобного Феодосия Кавказского и перенесению святых мощей из Михайло-Архангельского храма в Покровский собор города Минеральные Воды, съехались тысячи паломников из разных уголков страны.